# Guglielmo Bertrando II di Provenza
Guglielmo Bertrando (... – 1065 circa) fu conte di Forcalquier dal 1054 circa sino alla sua morte.

## Origine
Figlio primogenito del conte di Provenza e conte di Forcalquier, Folco Bertrando I e della moglie, Ildegarda-Elisa, figlia del conte Guglielmo III di Tolosa.
Folco Bertrando I di Provenza era il figlio secondogenito del conte di Provenza, Guglielmo II e della moglie Gerberga di Borgogna (?-1026), figlia del conte e duca Ottone I Guglielmo di Borgogna, come testimonia il monaco cluniacense e cronista, Rodolfo il Glabro (958-1026) e di Ermentrude di Reims (950-?), Contessa di Mâcon e Besançon.

## Biografia
Guglielmo Bertrando, insieme al fratello Goffredo, vengono citati, senza essere nominati, nel documento nº 659 del Cartoulaire de l'abbaye de Saint-Victor de Marseille tome II, del 1144, inerente ad una donazione fatta in favore dell'abbazia di San Vittorio di Marsiglia da suo padre, Folco Bertrando I, che si proclama proprietario di Forqualquier mentre le contee di Gap ed Embrun passarono per qualche tempo ai discendenti di Toda, per poi passare alla Casa Sabran e per poi ridividersi ancora. Quella di Gap ritornò agli eredi di Adelaide ed Ermengol IV, e quella di Embrun rimase ai Sabran..
In chiusura del succitato documento nº 659 Guglielmo Bertrando, insieme al fratello Goffredo, definendosi conti e marchesi di Provenza, dopo la morte del padre, confermano la donazione all'abbazia di San Vittorio di Marsiglia.
Secondo la Histoire Générale de Languedoc avec des Notes, Tome IV Guglielmo Bertrando ed il fratello Goffredo, dopo la morte del padre, governarono la contea tenendola indivisa.
Nel documento nº 680 del Cartoulaire de l'abbaye de Saint-Victor de Marseille tome II, del 1º maggio 1155, Gerardo, vescovo di Sisteron, ricorda la fondazione della chiesa di San Pietro a Fontelana, su consiglio e per merito di Guglielmo Bertrando e della moglie.
Il 14 febbraio 1163, compare citato, come conte di Provenza, ancora assieme al fratello Goffredo, nel documento nº 3387 del Recueil des Chartes de l'Abbaye de Cluny, tome IV inerente a una donazione fatta all'abbazia di Cluny.
Non si conosce la data esatta della morte di Guglielmo Bertrando II, che avvenne verso il 1165, comunque dopo aver fatto, sempre insieme al fratello, Goffredo, una donazione al monastero di Montmajour.
Gli successe la figlia, Adelaide, che continuò a dividere la contea con lo zio, Goffredo.

## Matrimoni e discendenza
Guglielmo Bertrando II aveva sposato, verso il 1050, Teresa d'Aragona (circa 1037-?), figlia del re d'Aragona e conte di Sobrarbe e Ribagorza, Ramiro I e di Ermessinda di Foix (circa 1015-1049, Gilberga di Foix, dopo il matrimonio, divenuta regina d'Aragona, si fece chiamare, Ermesinda), figlia del conte di Foix, Couserans e di Bigorre, Bernardo Ruggero I di Foix (figlio del conte Ruggero I di Carcassonne), e di Garsenda di Bigorre.
Guglielmo Bernardo da Teresa, che risultava ancora in vita, nel 1159, non ebbe figli;
Guglielmo Bertrando II aveva poi sposato, in seconde nozze, Adelaide di Cavenez (citata assieme alla figlia nel Gallia Christiana Novissima, Tome I, Aix, Instrumenta, Sisteron), sorella di Guido Conte di Cavenez, da cui ebbe una figlia:
- Adelaide[12] (?-1129), contessa di Forcalquier che sposò a Armengol IV († 1092), conte di Urgell

### Fonti primarie
- (LA)  Cartoulaire de Marseille Saint-Victor Tome II.
- (LA)  Cartoulaire de Marseille Saint-Victor Tome I.
- (LA)  Recueil des Chartes de l'Abbaye de Cluny, tome IV.
- (LA)  Recueil des Chartes de l'Abbaye de Cluny, tome III.
- (LA)  Rodulfi Glabri Historiarum Libri Quinque.
- (LA)  Gallia Christiana Novissima, Tome I, Aix, Instrumenta, Sisteronue.

### Letteratura storiografica
- Louis Halphen, La Francia nell'XI secolo, in «Storia del mondo medievale», vol. II, 1999, pp. 770–806
- Louis Halphen, Il regno di Borgogna, in «Storia del mondo medievale», vol. II, 1999, pp. 807–821
- Paul Fournier, Il regno di Borgogna o d'Arles dall'XI al XV secolo, in «Storia del mondo medievale», vol. VII, 1999, pp. 383–410
- (ES)  Crónica de San Juan de la Peña.
- (FR)  Histoire Générale de Languedoc avec des Notes, Tome IV.